# Альто-Гвадалькивир
Альто-Гвадалькивир (исп. Alto Guadalquivir (Córdoba)) — район (комарка) в Испании, входит в провинцию Кордова в составе автономного сообщества Андалусия.

## Муниципалитеты
| Муниципалитет          | Население | Площадь км² | Плотность населения чел./км² |
| ---------------------- | --------- | ----------- | ---------------------------- |
| Адамус                 | 4.476     | 334         | 13,3                         |
| Бухалансе              | 7.832     | 124         | 63,5                         |
| Каньете-де-лас-Торрес  | 3.211     | 104         | 30,9                         |
| Эль-Карпио             | 4.477     | 47          | 95,6                         |
| Монторо                | 9.690     | 586         | 16,4                         |
| Педро-Абад             | 2.934     | 24          | 120,5                        |
| Вилья-дель-Рио         | 7.433     | 22          | 337,8                        |
| Вильяфранка-де-Кордоба | 4.074     | 58          | 67,1                         |